# Слюсарев, Олег Васильевич
Олег Васильевич Слюсарев — российский учёный, специалист в области создания электромеханических приборов ядерных боеприпасов.
Родился 26.03.1937 г. в Москве.
Окончил Московское высшее техническое училище им. Н. Э. Баумана (1960).
В 1960—2001 гг. работал во ВНИИА в должностях от инженера до начальника конструкторского отдела.
Кандидат технических наук.
Лауреат премии Правительства РФ 1996 г. — за создание многофункционального ядерного боеприпаса для торпедного оружия
Награды: медали «За трудовую доблесть», «Ветеран труда», «В память 850-летия Москвы».